# Clifton Sprague
Viceamiralul Clifton Albert Frederick ("Ziggy") Sprague (n. 8 ianuarie 1896 – d. 11 aprilie 1955) a fost un viceamiral al Forțele Navale ale Statelor Unite, care a participat în cele două războaie mondiale.

## Date biografice
În 1914 Sprague s-a înscrie la Academia Navală a SUA. Între timp, SUA s-a implicat în Primul Război Mondial. Sprague a terminat Academia pe locul 43 din 199 cadeți, apoi s-a căsătorit cu sora scriitorului F. Scott Fitzgerald.

## Primul Război Mondial
În Primul război mondial a fost numit pe canoniera USS Wheeling (PG-14), unde a îndeplinit succesiv mai multe funcții. Pe Wheeling a fost promovat la rangul de sublocotenent, apoi la gradul de locotenent. După război, în octombrie 1919 pentru două luni a primit comanda distrugătorului USS Manley (DD-74), după care a fost transferat pe cuirasatul USS Tennessee(BB-43) ca ofițer de baterie.

## Între anii 1920-1940 - aviator naval
În anul 1920 s-a înscris la școala de piloți, unde în 1921 a pilotat pentru prima oară un Curtiss Model N timp de douăzeci de minute. I s-a acordat titlul de aviator naval în data de 11 august 1921. 
Datorită competenței, în două luni a primit comanda escadrilei nr.3 la Pensacola. În 1923 a servit ca pilot de teste. În 1936 a ajuns ofițer de aviație pe portavionul USS Yorktown (CV-5) unde a testat sistemul de catapultare al portavioanelor.

## Al Doilea Război Mondial
În octombrie 1943 a fost numit pe portavionul USS Wasp (CV-18) cu care a participat la invazia Saipanului și la Bătălia din Marea Filipinelor.
În data de 9 iulie 1944, înainte de a părăsi nava Wasp a fost promovat contraamiral la vârsta de 48 de ani. În septembrie 1944 a participat la sprijinirea debarcării în Morotai. Cea mai mare realizare a lui Sprague a avut loc în lupta de lângă Samar în Bătălia din Golful Leyte la data de 25 octombrie 1944, unde unitatea comandată de el, Task Unit 77.4.3 (Taffy III) formată din:
- - 6 portavioane de escortă
  - 3 distrugătoare
  - 4 distrugătoare de escortă

a luptat cu Forța Centrală japoneză net superioară formată din:
- - 4 cuirasate
  - 6 crucișătoare grele
  - 2 crucișătoare ușoare
  - 11 distrugătoare.

Piloții de pe portavioanele de escortă ale grupării lui Sprague au pus pe fugă cuirasatele și crucișătoarele Forței Centrale, pentru care Sprague a fost distins cu Navy Cross. În data de 19 februarie 1945 Sprague a primit comanda Diviziei de Portavioane 26 pentru invazia insulei Iwo Jima, unde comandând de pe portavionul USS Natoma Bay (CVE–62) a sprijinit debarcarea trupelor americane. În luna următoare și-a mutat pavilionul înapoi pe nava Fanshaw Bay, pentru a participa la invazia Okinawei.
În aprilie 1945 și-a mutat pavilionul pe USS Ticonderoga (CV-14), unde a participat la acțiunile militare împotriva insulelor japoneze Kyūshū, Honshū, Hokkaidō.
În data de 15 august 1945 japonezii au depus armele, iar Sprague a intrat cu portavionul Ticonderoga în golful Tokio.
Sprague s-a retras voluntar la 1 noiembrie 1951 după 34 ani de serviciu, decedând la San Diego de infarct miocardic.

## Cărți tipărite
•  Cox, Robert Jon (2010). The Battle Off Samar: Taffy III at Leyte Gulf (5th Edition). Wakefield, MI: Agogeebic Press, LLC. ISBN 0-9822390-4-1. 

•  Hornfischer, James D. (2004). The Last Stand of the Tin Can Sailors. New York: Bantam Books. ISBN 9780553802573. OCLC 53019787. 

•  Morison, Samuel E. (2001) [1958]. Leyte, June 1944 - January 1945, Volume XII. History of United States Naval Operations in World War II. Edison, New Jersey: Castle Books. ISBN 0785813136. OCLC 52204538. 

•  Wukovits, John F. (1995). Devotion to Duty: A Biography of Admiral Clifton A. F. Sprague. Annapolis, Maryland: Naval Institute Press. ISBN 1557509441. OCLC 32273984. 

•  Y'Blood, William T. (1987). The Little Giants: U.S. Escort Carriers Against Japan. Annapolis, Maryland: Naval Institute Press. ISBN 0870212753. OCLC 15489283.